# Shelly Gotlieb
Shelly Gotlieb (Raetihi, 28 de julio de 1980) es una deportista neozelandesa que compitió en snowboard. Ganó una medalla de bronce en el Campeonato Mundial de Snowboard de 2011, en la prueba de slopestyle.

## Medallero internacional
| Campeonato Mundial | Campeonato Mundial              | Campeonato Mundial | Campeonato Mundial |
| Año                | Lugar                           | Medalla            | Competición        |
| ------------------ | ------------------------------- | ------------------ | ------------------ |
| 2013               | Stoneham-et-Tewkesbury (Canadá) | Medalla de bronce  | Slopestyle         |